# Milana Vuković Runjić
Milana Vuković Runjić (Zagreb, 1970.) je hrvatska književnica. Piše poeziju i prozu. Suradnica je brojnih novina i časopisa.

## Životopis
Milana Vuković Runjić rođena je 1970. godine u Zagrebu. Diplomirala je filozofiju na Filozofskom fakultetu, gdje je magistrirala književnost na temu Marcela Prousta. 
Zajedno sa suprugom, Borisom Runjićem (sinom hrvatskog skladatelja Zdenka Runjića), vodi nakladu Vuković&Runjić u Zagrebu.
Vodila je 2009./10. godine HRT-ovu emisiju Peti dan u kojoj su joj redovni gosti bili Slaven Letica, Velimir Visković, Igor Zidić i Zvonko Maković.

## Djela (izbor)
- Vrt (1989.)
- Odlomci o Evi (1992.)
- Azurno zlato (1994.)
- Krila od etera (1998.)
- Seuso (2000.)
- Revolver (2001.)
- Seksopolis (2003.)
- Priča o M. (2004.)
- Ulica nevjernih žena (2006.)
- Lovac i božica (2008.)
- Demoni i novinari: istinita priča o redakciji u recesiji (2009.)
- Supruge i ljubavnice (2009.)
- Proklete kraljice (2011.)
- Adrijanina nit: portret zagrebačke sponzoruše (2012.)
- Proklete Hrvatice: deset životopisa (2012.)
- Proklete Hrvatice 2 (2013.)
- Proust u Veneciji, Matoš u Mlecima (2013.)
- Hotel u oblacima 1914. (2014.)

## Nagrade i priznanja
- 1992. pjesme su joj uvrštene u antologiju hrvatske ratne lirike U ovom strašnom času.
- 2005. Kiklop za urednički rad u nakladi Vuković&Runjić

## Vanjske poveznice
- Lada Žigo, Čipka za estete  Arhivirana inačica izvorne stranice od 29. listopada 2016. (Wayback Machine), Vijenac 525 - 17. travnja 2014.
- Boris Perić, Opsesivni roman o akterima Velikoga rata  Arhivirana inačica izvorne stranice od 26. listopada 2020. (Wayback Machine), Kolo 1, 2015.
- Razum i osjećaji, kolumna Milane Vukov Runjić na portalu autograf.hr